# 津久見市立第二中学校
津久見市立第二中学校（つくみしりつ だいにちゅうがっこう）は、かつて大分県津久見市にあった公立中学校。略称は二中。

## 概要
津久見市北西部の長目半島地域を校区としていた。
生徒数の減少のため津久見市立第一中学校との統合が検討され、津久見市教育委員会は2019年（令和元年）7月に、2023年（令和5年）4月に両校を統合して第一中学校の校地に新設校を開校するという素案を発表した。この素案では、本校の跡地は公民館等の公共施設として利用することが提言されている。
本校は2024年3月に閉校し、同4月に第一中学校の校地に本校と第一中学校とを統合した津久見市立中学校が新たに開校した。

## 沿革
- 2016年（平成28年） - 管理教室棟落成[7]
- 2024年（令和6年）3月 - 閉校。

## 部活動
- 軟式野球
- サッカー
- ソフトテニス
- 陸上競技
- 水泳（社会体育）
- バスケットボール
- バレーボール
- 剣道（社会体育）
- 柔道（社会体育）
- 美術
- 吹奏楽[2]

## 通学区域
- 津久見市立長目小学校区
- 津久見市立堅徳小学校区
- 津久見市立青江小学校区[8]

## 著名な出身者
- 安藤瑞季 - サッカー選手[9]
- 薬真寺孝弥 - サッカー選手